# Plagiolepis ancyrensis
Plagiolepis ancyrensis é uma espécie de formiga do gênero Plagiolepis, pertencente à subfamília Formicinae.